# Pedro Ortiz de Camargo
Pedro Ortiz de Camargo foi um sertanista do Brasil colonial, um dos doze filhos de Fernando de Camargo, o Tigre e de Mariana do Prado.
Foi assassinado pelo tenente-general Gaspar de Godói Colaço por causa das insolências que praticava no exercício de seu cargo. O capitao foi potentado pelo domínio que tinha sobre um grande número de índios armados, os quais tinha conquistado no sertão. Casado em 1696 com Maria de Campos, morta em 1746 em Araritaguaba, sem deixar geração.
Em 1 de junho de 1698 o governador Artur de Sá e Menezes escreve ao rei D. Pedro II de Portugal sobre a aitação em que encontrou São Paulo: «Chegado que fui a São Paulo, achei morto ao sobredirot Pedro Ortiz de Camargo, servindo nesse mesmo tempo de juiz ordinário;  violentamente o mataram com um seu mesmo bacamarte, ao meio dia, e foi coisa prodigiosa, porque o matador é um dos nossos melhores homens que há naquelas capitanias, tanto pelo seu modo d vida como por ser muito  observante de todos os preceitos e ordens de Sua Majestade, estranhando sempre o não se lhe dar aquela devida execução que merecem com que parece que foi divina providência que o melhor homem matasse ao mais tirano e inobediente vassalo. E como lhe faltara o castigo que por tantos títulos merecia, quis Deus que pagasse a enormidade de seus delitos, porque depois de lhe atirarem, foi dando mais de cem passos com o coração passado por duas balas e foi cair ao pé do pelourinho, aonde merecia ser justiçado, porque tinha feito quatro mortes violentas, fora muitos mais crimes de latrocínio e violências que não tem número E achando estas famílias em forma de se darem batalha, mediei este negocio de sorte que ficou tudo sossegado, retirando-se o matador para outra vila.»
O matador foi o tenente-general Gaspar de Godói Colaço - e o matou «por insolências que praticava no exercicio de seu cargo de juiz ordinário», comenta Pedro Taques. Sua viúva casou em o capitão-mor Tomé de Lara de Almeida filho de Lourenço Castanho Taques e  Maria de Lara. E, em Itu, em 1726, casaria ainda por terceira vez com Gaspar de Godói Moreira, paulista morto em Cuiabá, filho de Inácio Moreira e de Catarina de Unhatte.